# Black-Eyed Susan
Black-Eyed Susan é um filme mudo britânico de 1913, do gênero comédia dramática, dirigido por Percy Nash. Foi uma adaptação da peça de 1829 Black-Eyed Susan, de Douglas William Jerrold.